# Abderrahaman Samba
Abderrahaman Samba (ur. 5 września 1995) – katarski lekkoatleta, początkowo sprinter, od 2017 płotkarz. Do 2015 reprezentował Mauretanię.
Podwójny mistrz igrzysk azjatyckich z 2018 roku. W 2019 zdobył brąz w biegu na 400 metrów przez płotki podczas mistrzostw świata w Dosze. W 2023 zdobył kolejne dwa medale igrzysk azjatyckich, dwa lata później zaś zdobył dwa tytuły mistrza Azji podczas czempionatu w Gumi.

## Osiągnięcia
| Rok  | Impreza                   | Miejsce  | Konkurencja                     | Lokata     | Wynik   |
| ---- | ------------------------- | -------- | ------------------------------- | ---------- | ------- |
| 2018 | Igrzyska azjatyckie       | Dżakarta | bieg na 400 metrów przez płotki | 1. miejsce | 47,66   |
| 2018 | Igrzyska azjatyckie       | Dżakarta | sztafeta 4 × 400 metrów         | 1. miejsce | 3:00,56 |
| 2018 | Puchar interkontynentalny | Ostrawa  | bieg na 400 m przez płotki      | 1. miejsce | 47,37   |
| 2019 | Mistrzostwa świata        | Doha     | bieg na 400 m przez płotki      | 3. miejsce | 48,03   |
| 2023 | Igrzyska azjatyckie       | Hangzhou | bieg na 400 metrów przez płotki | 1. miejsce | 48,04   |
| 2023 | Igrzyska azjatyckie       | Hangzhou | sztafeta 4 × 400 metrów         | 2. miejsce | 3:02,05 |
| 2025 | World Athletics Relays    | Kanton   | sztafeta 4 × 400 metrów         | repasaże   | 3:00,29 |
| 2025 | Mistrzostwa Azji          | Gumi     | bieg na 400 m przez płotki      | 1. miejsce | 48,00   |
| 2025 | Mistrzostwa Azji          | Gumi     | sztafeta 4 × 400 metrów         | 1. miejsce | 3:03,52 |

## Rekordy życiowe
- Bieg na 400 metrów – 44,60 (9 kwietnia 2019, Pretoria)
- Bieg na 400 metrów przez płotki – 46,98 (30 czerwca 2018, Paryż), rekord Azji, 5. wynik w historii światowej lekkoatletyki

11 maja 2025 w Kantonie katarska sztafeta 4 × 400 metrów z Sambą na ostatniej zmianie wynikiem 3:00,29 ustanowiła aktualny rekord kraju w tej konkurencji.